# 오르비에토 지하도시

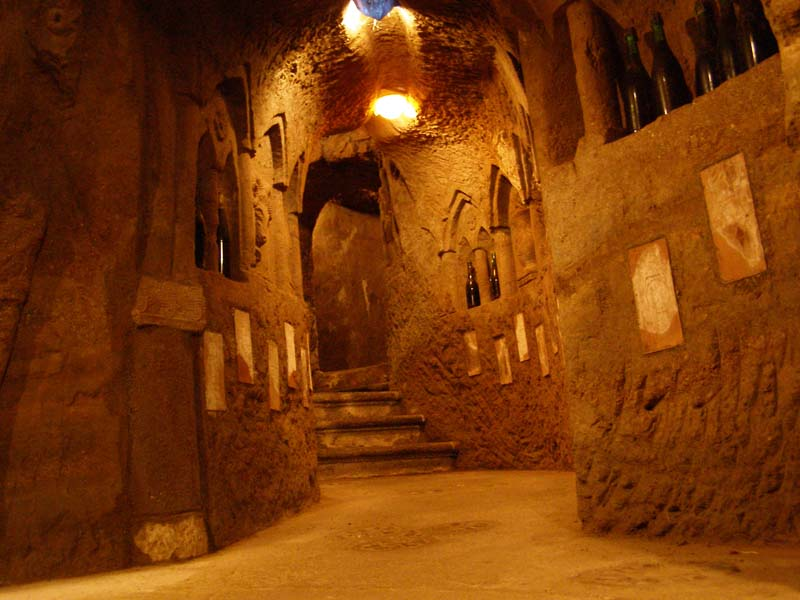
오르비에토 지하도시

오르비에토 지하도시(이탈리아어: Orvieto sotterranea)는 이탈리아 오르비에토에 있는 지하도시이다. 고대 로마의 토착세력인 에트루리아인이 만든 도시로, 사유지를 포함해 매우 광범위하게 만들어져 있다. 아직도 이 도시가 어떤 용도로 만들어졌는지는 밝혀지지 않았지만 구덩이에 홈을 파서 계단으로 이용한 흔적이나 비둘기를 식용으로 기르는 장소 , 우물, 지하 무덤 등이 인상적이다. 현재는 일부만 와인 저장고로 사용되고 있다. 하루에 2번 개방되며, 가이드 투어를 통해서만 입장할 수 있다.